# ملف المستقبل
ملف المستقبل سلسلة متخصصة من أدب الخيال العلمي يكتبها الدكتور نبيل فاروق، وهي تحكي مغامرات الفريق العلمي المصري بقيادة الرائد / نور الدين محمود والذي يعمل في المخابرات العلمية المصرية في المستقبل، ويهدف إلى كشف الألغاز العلمية المختلفة التي تواجه المخابرات العلمية المصرية.
تعد سلسلة ملف المستقبل من أوائل السلاسل العربية المختصة بأدب الخيال العلمي على الإطلاق، وهي تصدر عن المؤسسة العربية الحديثة في جمهورية مصر العربية، منذ عام 1984 حتى 2010، وصدر منها حتى الآن 160 عدداً، آخرها هو (نهاية العالم) وهو العدد الأخير، ويحمل رقم 160، صدر في معرض الكتاب الدولي يناير 2010.

## أبطال السلسلة
نور الدين محمود: البطل الرئيسي في السلسلة وقائد الفريق، تخرج من كلية الشرطة عام 1999 لينتقل للعمل في المخابرات العلمية برتبة ملازم أول، ثم ترقى إلى أن حمل رتبة مقدم.
سلوى: خبيرة الاتصالات والتتبع في الفريق، تزوجت من نور في العدد 13، وأنجبا نشوى في العدد 16، ثم أنجبا طارق الصغير.
رمزي: طبيب نفسي وخبير في التحليل النفسي للفريق، تزوج من (مشيرة محفوظ) الصحفية في العدد 52 وطلقها في العدد 60 ثم تزوج من نشوى في العدد 101 وانجبا محمود الصغير تكريماً لصديقهم محمود، ثم أنجبا (طارق) المستقبلى ولكنهما سافرا له عبر الزمن قبل أن ينجبا.. وفي المغامرة الأخيرة اكتشفا أنه قد تم إنجابه أثناء تجميدهم صناعيا وتمت رعايته من قبل المخلوقات التي كانت سببا في فناء البشرية.
محمود: خبير الطاقة والأشعة في الفريق، ضحى بكيانه لإنقاذ أصدقائه في نهر الزمن بالعدد 100، وساعد الفريق أكثر من مرة، لكنه عاد ثانية بعد أن أصبح يمتلك قوة خارقه، وقد عاد في العدد 156، وظل حتى النهاية، ثم ضحى بنفسه مرة أخرى ليساعد نور في الوصول لمنطقة العدم.
نشوى: ابنة نور وسلوى، ولدت في العدد 16، ثم تعرضت لتجربة رهيبة في العددين 62، 63 جعلتها تقفز 10 سنوات إلى الأمام لتصبح قريبة من عمر أبويها وتصبح من أفراد الفريق وخبيرة كمبيوتر فيه، وتزوجت (رمزى) في العدد 101.
أكرم: مهندس جيولوجي كان أول ظهور له في العدد 81 من بعد فترة الاحتلال، يوصف بأنه بدائي همجي، لا يحب الأسلحة الحديثة، ويقاتل دوما بمسدسه التقليدي بدل الليزري، خطب مشيرة في العدد 83 قبل أن يتزوجها في العدد 101، تعرض في الأعداد الأخيرة لصدمة قوية، عندما انتقل إلى المستقبل ثلاثين عاما بشكل نهائي لا رجعة فيه، حيث قابل (مشيرة) وهي عجوز في الستينات !!
الصغيران: وهم محمود وطارق الصغيران، (محمود) ابن (نشوى) و(رمزى)، بينما طارق الصغير ابن (نور) و(سلوى).
طارق: كان أول ظهور له في العدد 115 كخبير طاقة بديل لمحمود في الفريق اكتشفنا فيما بعد حقيقة كونه قادماً من المستقبل، وأنه من نسل (نور)، ثم تأكد أنه ابن (نشوى) و(رمزي).. ظهر مرة أخرى في العدد 140 (قراصنة الزمن).. ثم عاد يظهر في الأعداد من 155 حتى العدد الأخير في السلسلة 160 نهاية العالم.
بودون: رجل أمن فضائي ظهر في أول عدد بعنوان «معركة الكواكب» العدد رقم 58 وقد حاول غزو الأرض وتصدى له فريق نور وانتصروا عليه في كوكب ارغوران قبل أن يصبحا أصدقاء ثم أتى بودون ليساعد نور في فترة الاحتلال الجلوريالي على الأرض ويموت في نفس العدد الذي أتى فيه ليساعده العدد 76 تحت اسم (الصراع) ويطلب بودون قبيل موته من نور مساعدته في تحرير كوكبه أرغوران من الاحتلال الجلوريالي ويفي نور بالوعد ويساعد نور هو وفريقه بودان (شقيق بودون التوءم) في المقاومة ضد الاحتلال الجلوريالي في الأعداد من 97 إلى 100.
س - 18: آخر مقاتل آلي بقي من حضارة قارة أطلانتس ظهر في العدد 47 وأصبح نور هو سيده الأوحد الذي يطيع أوامره كلها بمنتهى الدقة مع عبارته الشهيرة: «س - 18 في خدمتك يا سيدى» (وهي العبارة الوحيدة المصممة في برنامجه بكل لغات العالم).

## شخصيات أخرى
- مشيره محفوظ: من أبطال ملف المستقبل، ولقد ظهرت في العدد الخامس، وهي تعمل صحفية، وبعد أن تزوجت من (رمزى) ثم طلقها، وقعت في حب (أكرم) وتزوجته، وبعد أن سافر (أكرم) والفريق إلى المستقبل، أصبحت هي تربى (محمود) و(طارق) الصغيرين حتى عاد (أكرم) والفريق وهي في الستينات بينما هم ما زالوا في الثلاثينات.
- د. محمد حجازي: شخصية حقيقية وهو صديق للكاتب الدكتور نبيل فاروق، ظهر في العدد الرابع وظل موجود بالسلسلة لكن الفريق تركه في زمنه عندما قفزوا للمستقبل.
- الخبيرة البولوجية (هناء حماد): كانت من فريق (أيمن) الذي فشل في مهمته ضد الحرباء، بعدها نجح فريق (نور) في القضاء على الحرباء في العددين مائه وواحد ومائه واثنان، وساعدت الفريق أكثر من مرة.